# Horst Franz (Fußballtrainer)
Horst Franz (* 17. Juni 1940 in Berlin) ist ein deutscher Fußballtrainer.

## Leben
Horst Franz ist studierter Klimatechnikingenieur. Er lebt in Solingen.

## Karriere

### Trainerkarriere
Horst Franz begann seine Trainerkarriere bei der DJK Gütersloh und übersiedelte dann nach Österreich, wo er während der Saison 1971/72 den Slowaken Arnošt Hložek als Trainer des First Vienna FC ablöste. Im Jahr 1973 wechselte Franz zum SC Eisenstadt, den er zwei Jahre lang betreute. Nach dem Abstieg der Eisenstädter in die zweite Spielklasse übernahm er den Trainerposten beim SK VÖEST Linz, für den er ebenfalls zwei Saisons tätig war.
Danach machte er sich in der deutschen Bundesliga als Spezialist für Abstiegskämpfe einen Namen. Seine erste Trainerstation im deutschen Profifußball war Union Solingen in der Saison 1977/78 in der 2. Fußball-Bundesliga. Im Dezember 1980 löste er seinen Vertrag, um als Retter zum Bundesligisten Arminia Bielefeld zu wechseln, da diesem stark ein Abstieg drohte. Franz hatte Erfolg und ihm gelang der Klassenerhalt. Zur Saison 1982/83 wechselte er zum Karlsruher SC, blieb dort aber glücklos und wurde im Winter entlassen. Im Herbst 1983 übernahm er Borussia Dortmund und rettete auch hier die Klasse. 1987 wurde er ebenso in der Winterpause Trainer beim FC Schalke 04, hier misslang jedoch der Klassenerhalt.
In der 2. Bundesliga trainierte er neben Solingen auch Arminia Bielefeld (1985–1987), Rot-Weiss Essen (1987), Schalke 04 (1988/89) und den 1. FSV Mainz 05 (1995). In Mainz wurde er nach sieben Spielen und 0:13 Toren schon bald wieder freigestellt. Außerdem trainierte er 2001/02 den SV Babelsberg 03.
Dem Fußball blieb Horst Franz auch anschließend verbunden; so analysierte er im Jahr 2006 im Auftrag des russischen Fußballverbandes den Fußball in Kirgisistan. Er ist in der Sichtung und Beratung für einige Vereine im Bereich Scouting tätig.
Sein 1974 in Solingen geborener Sohn Sascha Franz ist ebenfalls als Trainer tätig. Als Co-Trainer betreute er zusammen mit Dirk Schuster Darmstadt 98, den FC Augsburg, Erzgebirge Aue und den 1. FC Kaiserslautern.